# Meeroudergezin

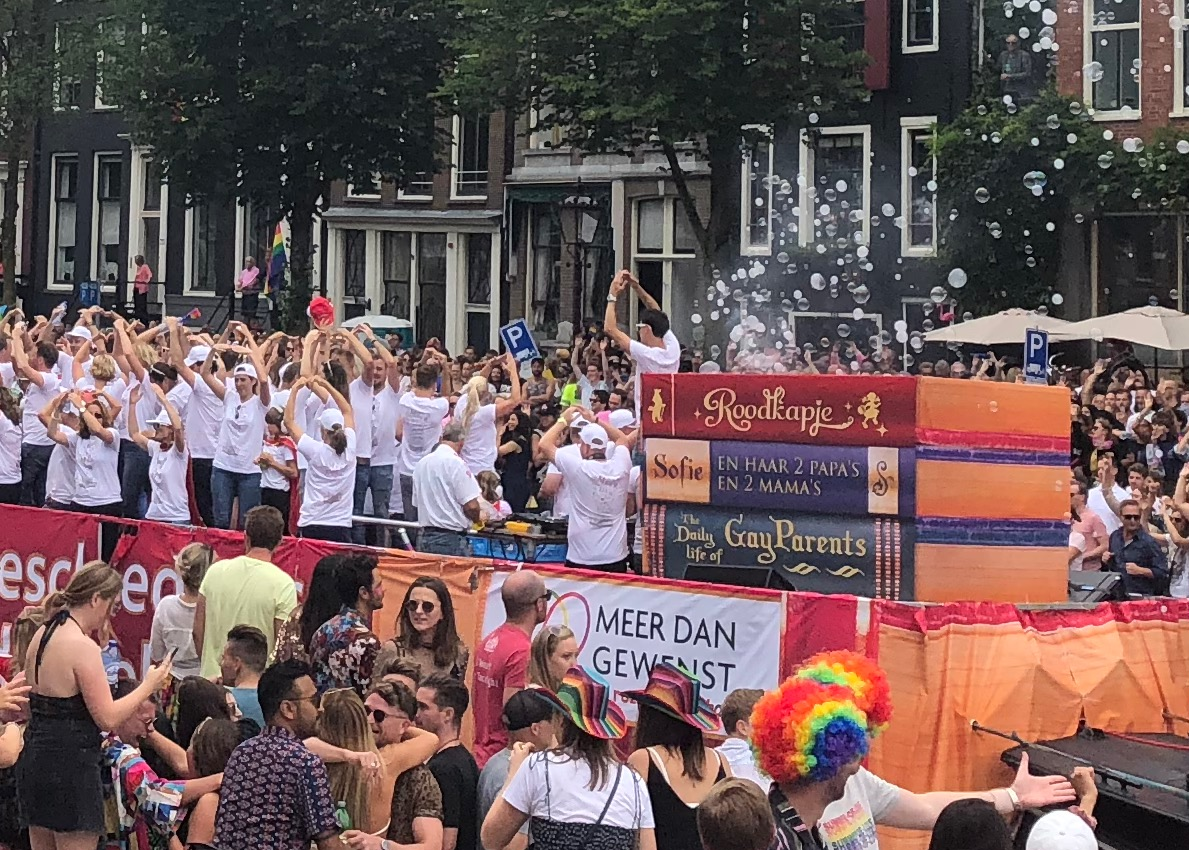
Meeroudergezinnen nemen deel aan de Pride Amsterdam in 2019 om aandacht te vragen voor gelijke familierechten

Een meeroudergezin is een gezin dat uit meer dan twee ouders bestaat, bijvoorbeeld doordat een draagmoeder of spermadonor betrokken is bij de geboorte en het opvoeden van een kind, of wanneer een vrouwenstel en een mannenstel samen kinderen opvoeden in intentioneel co-ouderschap. Een meeroudergezin waarvan minstens een van de ouders bij de LHBTQIA+ gemeenschap hoort, wordt ook wel een regenbooggezin genoemd.
Een meeroudergezin wordt binnen het personen- en familierecht in geen enkel land gefaciliteerd. Volgens bestaande wetgeving kan een kind niet meer dan twee juridische ouders hebben. In veel jurisdicties is een juridische ouder uitsluitend de moeder uit wie het kind is geboren (de zogenoemde geboortemoeder) en een eventuele partner die het kind erkent.
Vormen van meerouderschap zijn juridisch alleen mogelijk door afstaan via adoptie of als sociale ouder. Hierdoor bestaan er echter ongelijke rechten tussen de betreffende ouders en kinderen. Rechten die hierbij van belang zijn zijn onder meer het reizen met het kind naar het buitenland, erfrecht, voogdij, onderhoudsplicht, ouderlijk gezag en beslissingen over medische ingrepen bij het kind.